# Cristina dels Països Baixos
Cristina dels Països Baixos o Maria Cristina d'Orange-Nassau (Baarn, 18 de febrer de 1947 - La Haia, 16 d'agost de 2019) fou una aristòcrata neerlandesa, filla menor de la reina Juliana I dels Països Baixos i del príncep consort, Bernat de Lippe-Biesterfeld.

## Biografia
Nascuda al Palau de Soestdijk, fou la germana petita de la reina Beatriu dels Països Baixos. Va tenir altres dues germanes, les princeses Irene i Margarita. Fou cega quasi de naixement, perquè la reina Juliana va contreure la rubèola durant la seva gestació. Un dels seus padrins de baptisme va ser sir Winston Churchill.
Amb el temps, els avenços a la medecina van permetre tractaments que, amb l'ajut d'unes ulleres especials, van provocar una millora en la seva visió perquè pogués assistir a l'escola i viure una vida relativament normal. Malgrat aquest desavantatge inicial, Cristina va ser una nena brillant i feliç, amb un gran talent per a la música. També tenia una capacitat per a les llengües. És una cosa freqüent als cecs, deguda entre altres factors, a la seva sensibilitat sensitiva i el seu entrenament de memòria.
El 28 de juny de 1975 va contreure matrimoni a la Catedral de Sant Martí (Utrecht) amb el cubà Jorge Pérez y Guillermo -nascut l'1 d'agost de 1946 a l'Havana-, de qui es va divorciar el 1996.
La princesa va gravar diversos discs i va cantar als funerals dels seus pares. Des de la mort d'aquests, ja divorciada, la princesa va residir entre Londres i Monte Argentario.

## Descendència
Fruit del seu matrimoni ha tingut tres fills: 
- Bernart Frederic Tomàs Guillermo (nascut el 17 de juny de 1977).
- Nicolau Daniel Maurici Guillermo (nascut el 6 de juliol de 1979).
- Juliana Edenia Antonia Guillermo (nascuda el 8 d'octubre de 1981).

## Distincions
- Dama Gran Creu de l'Orde del Lleó Neerlandès.
- Medalla Commemorativa de l'enllaç matrimonial entre Beatriu i Nicolau dels Països Baixos (10/03/1966).
- Medalla Commemorativa de la coronació de la Reina Beatriu (30/04/1980).
- Medalla Commemorativa de l'enllaç matrimonial entre Guillem i Màxima dels Països Baixos (02/02/2002).
- Medalla Commemorativa de la coronació del Rei Guillem Alejandro (30/04/2013).